# 三藩市國際機場站
三藩市國際機場站（英語：San Francisco International Airport Station）是一個位處三藩市國際機場的三藩市灣區捷運系統車站。安条克－舊金山國際機場/密爾布瑞線和舊金山國際機場-密爾布瑞線服務三藩市國際機場站。
三藩市國際機場站在國際客運大樓的三樓，隔壁為停車場G。車站設有兩個出入口，一個設在三樓，通往國際客運大樓，另一個則通往停車場G和三藩市國際機場旅客捷運系統車站。

## 車站構造
| 上層 | 出入口通往停車場G和三藩市國際機場旅客捷運系統車站  | 出入口通往停車場G和三藩市國際機場旅客捷運系統車站    |
| 主層 | 單向閘機、售票機、客戶服務中心、國際客運大樓出入口 | 單向閘機、售票機、客戶服務中心、國際客運大樓出入口   |
| 主層 | 1號月台                                            | ← 舊金山國際機場-密爾布瑞線往密爾布瑞方向 (密爾布瑞) |
| 主層 | 島式月台，右邊車門將會打開                         |                                                      |
| 主層 | 2、4號月台                                         | 沒有常規服務                                         |
| 主層 | 島式月台，左邊車門將會打開                         |                                                      |
| 主層 | 3號月台                                            | ← █黄线往匹茲堡／灣角方向 (聖布魯諾)                 |

三藩市國際機場站是一個總站。列車從101公路西邊的架空三角線進入車站。三藩市國際機場站擁有四個月台，格局上與港鐵彩虹站相似。不同之處在於三藩市國際機場站的兩個島式月台為相連港灣式月台。
由於使用三藩市國際機場站的客量被高估，只有1號月台和3號月台被使用，而2號月台和4號月台則用作列車停泊之用。

## 歷史

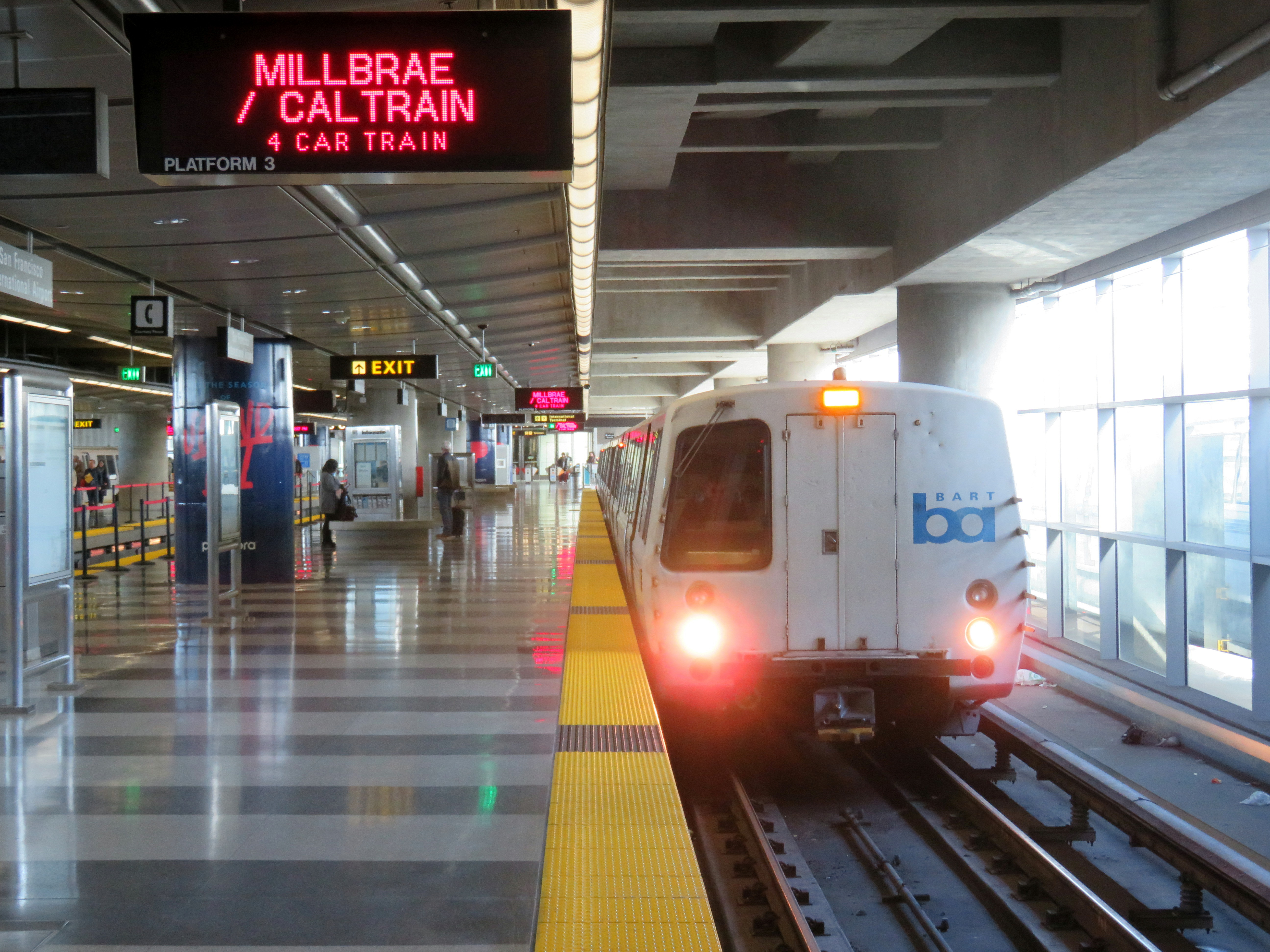
2019年，停靠在舊金山國際機場站的紫線列車。

三藩市國際機場站於2003年6月22日啟用。在2003年至2004年間，曾有穿梭服務往返三藩市國際機場站和密爾布瑞站，該班次由5卡列車行走，每20分鐘一班。
由2008年1月1日起，舊金山灣區捷運系統取消來往三藩市國際機場站和密爾布瑞站的服務（頭班車開出後一小時和尾班車開出前一小時除外）。乘客如需在其他時間來往三藩市國際機場和密爾布瑞站須在聖布魯諾站轉乘。 2012年9月，舊金山灣區捷運系統恢復平日晚上八時以後及假日全日來往三藩市國際機場站和密爾布瑞站的服務，但平日日間來往三藩市國際機場和密爾布瑞站的乘客仍須在聖布魯諾站轉乘。
2019年2月11日，舊金山國際機場-密爾布瑞線在工作日和周日恢復運行，並且可以同臺換乘同樣連接三藩市國際機場站的安條克－舊金山國際機場/密爾布瑞線。安條克線在工作日夜間和周六繼續在三藩市國際機場站和密爾布瑞站穿梭運營。2020年2月10日，舊金山國際機場-密爾布瑞線開始在捷運所有運營時間段運營，而安條克線終點站設在三藩市國際機場站。2019年10月，灣區捷運董事會批准了壹項擬議試點項目的技術開發，根據該試點項目，灣區捷運和其他公共交通乘客將可以使用機場的優先安全檢查通道。

## 客量
啟用初期，每日平均客量只有原有預計客量6500人的五成，其後乘客量雖仍比預計客量為低，但自2003年至2013年十年間，乘客量已增加兩倍。
在2013年6月30日財政年完結時，三藩市國際機場站曾錄得平日平均6147人出閘的紀錄。同年，舊金山灣區捷運系統慶祝連接三藩市國際機場十周年和三藩市國際機場總客量突破三十萬人。

## 外部連結
- 三藩市國際機場—地面運輸（页面存档备份，存于）
- 三藩市灣區捷運系統—三藩市國際機場站（页面存档备份，存于）
- 由三藩市國際機場往三藩市市區指南